# Murblommossa
Murblommossa (Schistidium crassipilum) är en bladmossart som beskrevs av H. Blom 1996. Murblommossa ingår i släktet blommossor, och familjen Grimmiaceae. Enligt den finländska rödlistan är arten nära hotad i Finland. Arten är reproducerande i Sverige. Artens livsmiljö är solbelysta kalkstensklippor och kalkbrott. Inga underarter finns listade i Catalogue of Life.